# Казаско
Казаско (італ. Casasco, п'єм. Casasco) — муніципалітет в Італії, у регіоні П'ємонт,  провінція Алессандрія.
Казаско розташоване на відстані близько 440 км на північний захід від Рима, 110 км на схід від Турина, 32 км на схід від Алессандрії.
Населення — 125 осіб (2014).
Щорічний фестиваль відбувається 16 липня. Покровитель — Natività di Maria.

## Демографія
Населення за роками:

Станом на 1 січня 2023 року в муніципалітеті офіційно проживало 15 іноземців з 8 країн, серед них 2 громадяни країн Євросоюзу та 2 громадяни України.

## Сусідні муніципалітети
- Аволаска
- Бриньяно-Фраската
- Гарбанья
- Момпероне
- Монтемарцино